# Aleksandr Dmitrievič Kuročkin
Aleksandr Dmitrievič Kuročkin (Irkutsk, 10 agosto 1926 – 10 aprile 2002) è stato un regista sovietico.

## Filmografia parziale

### Regista
- Kapitany goluboj laguny (1962)
- Passažir s Ėkvatora (1968)